# Osilla del Palmero
Osilla del Palmero es un caserío del municipio español de Villar de Olalla, perteneciente a la provincia de Cuenca, en la comunidad autónoma de Castilla-La Mancha.

## Geografía
El lugar está ubicado cerca del curso del río Júcar.

## Historia
A mediados del siglo XIX, el caserío, por entonces con alcalde pedáneo dependiente del Ayuntamiento de Barbalimpia, tenía contabilizada una población de 20 habitantes. Aparece descrito en el decimosegundo volumen del Diccionario geográfico-estadístico-histórico de España y sus posesiones de Ultramar de Pascual Madoz de la siguiente manera:

OSILLA DE PALMERO: cas. con alc. p., agregado al ayunt. de Barbalimpia en la prov., dióc. y part. jud. de Cuenca (2 leg.), aud. terr. de Albacete, c. g. de Castilla la Nueva (Madrid). sit. en terreno hondo y pedregoso, próximo al r. Júcar: su clima es sano y bien ventilado. Consta de 5 casas de pobre construccion, una ermita con la advocacion de Sta. Maria, aneja de la igl. de Barbalimpia; para surtido de los vec. hay una fuente abundante y de escelentes aguas. Confina el térm. por N. con Hortizuela; por E. r. Júcar; S. Fresneda, y O. Barbalimpia: su terreno es de mediana calidad, y disfruta de monte y llano; le cruza un pequeño arroyuelo, el que despues de regar algunas tierras en su curso, que es de O. á E. se incorpora al ya mencionado Júcar, sobre el que se halla el nombrado puente de Palmero, notable por los muchos robos que en aquel sitio se han cometido; en su jurisd. hay un monte de pino maderable y encina para carboneo muy destrozado por el poco cuidado que en sus cortas se tiene: los caminos son locales y en mal estado. prod.: trigo, cebada, centeno y avena; se cria algun ganado lanar; caza de liebres, conejos y perdices, y pesca de truchas, barbos y peces. ind.: la agrícola. comercio: la esportacion de los escasos sobrantes de aquella, é importacion de vino, aceite y arroz que conducen los arrieros que transitan por aquellos pueblos. pobl.: 5 vec., 20 alm. cap. prod.: 187,320 rs. imp.: 9,366. El presupuesto municipal lo paga con su ayunt. (V.).
(Madoz, 1849, p. 393)